# Egynek jó (Jazz+Az-album)
Az Egynek jó című album a Jazz+Az nevű formáció 2. stúdióalbuma, mely 1999-ben jelent meg CD-n és kazettán a Budapest Music Center Records kiadó jóvoltából. Az album könnyed hangvételű Jazz, Soul, Pop stíluselemeket tartalmaz. Az album 1999-es kiadása után 2008-ban ismét megjelent CD-lemezen, majd a több mint 25 évvel az első kiadás után végre bakeliten is elérhetővé vált a bakelitfutár jóvoltából. A hanglemez a nagy multú holland Record Industry lemezgyárban készült 180 grammos lemezeken. Az első 250 db limitál sorszámozott kiadásban jelent meg. 
A két album vinyl kiadása 1 hónapos különbséggel jelent meg. Először a második album, majd ezt követte az első. 

## Előzmények
A Jazz+Az egy egyedi stílusú magyar együttes a 90-es évek végéről, melyet Geszti Péter és Dés László közösen álmodott meg. A csapat rövid idő alatt nagy népszerűségre tett szert, köszönhetően Geszti jellegzetes kreatív szövegeinek, valamint Dél fülbemászó popos- jazzes funky stílust képviselő zenéjének, melyet a három kiváló énekesnő, Kozma Orsi, Váczi Eszter, és Regumi Dorottya énekhangja tesz még varázslatosabbá.

## Számlista
LP Bakelitfutár BFUT-006
| 1. | Kém hatás       | Dés László                                                                     | 4:16 |
| 2. | Hello Édes      | Dés László                                                                     | 4:39 |
| 3. | Békaperspektíva | Dés László · Danielle Davoli · Lonnie Gordon · Mirko Limoni · Valerio Semplici | 5:08 |
| 4. | Süss fel nap!   | Dés László                                                                     | 4:47 |
| 5. | Egynek jó       | Dés László                                                                     | 5:06 |

| 1. | Tíz kicsi bűnjel   | Dés László                        | 4:24 |
| 2. | És a tizenegyedik  | Dés László                        | 0:40 |
| 3. | Jól kifogtad       | Nat Adderley                      | 3:38 |
| 4. | Gin, Rum, Sör, Bor | J. Russel Robinson · Noble Sissle | 2:45 |
| 5. | Funky Doki         | Dés László                        | 3:10 |
| 6. | Tóksó              | Dés László                        | 4:05 |

## Közreműködő előadók
- Háttérének – Hastó Zsolt, Mákszem Levente, Péhly Barnabás*, Szolnoki Péter
- Basszusgitár – Studniczky László "Zsatyi"*
- Karmester– Reményi József
- Nagybőgő – Hárs Viktor
- Dob – Gyenge Lajos
- Dobprogramok – Dorozsmai Péter
- Effektek – Mikó Róbert
- Hangmérnök – Dorozsmai Péter, Jamie Winchester, Reményi László
- Közreműködik – Millennium Kamarazenekar
- Gitár – Kormos János
- Billentyűs hangszerek – Erdélyi Péter
- Billentyűs hangszerek - Tenor szaxofon - Dés László
- Mix – Freddy Albrektsen
- Zeneszerző – Dés László (dalok: A1-A2-A4 és B7-B1-B11)
- Narrátor – Vass Gábor (dalok: A1 - B11)
- Ütőshangszerek– Dés András*, Horváth Kornél (dal: B1)
- Fényképezte – Vas János*, Szilágyi Gábor
- Albumborító fotó – Villányi Csaba
- Producer, Trombita – Gőz László*
- Rap, ének – Geszti Péter
- Scratch – DJ Pozsi (dal: A2 - B10)
- Dalszerzők – Bereményi Géza (dal: B6), Geszti Péter (dal: A1-től A5-ig, és  B7-től B11-ig)
- Tenor Szaxofon, Alto Szaxofon – Csejtey Ákos
- Trombita – Fekete-Kovács Kornél, Magyar Ferenc
- Ének, háttérének – Behumi Dorottya*, Kozma Orsolya, Váczi Eszter [3]

## Külső hivatkozások
- A "Hello édes" című dal klipje [4]
- A "Hello édes" című dal szövege a zeneszöveg.hu oldalon [5]